# Melanthera biflora
Espèce
Synonymes
- Acmella biflora (L.) Spreng.
- Adenostemma biflorum (L.) Less.
- Buphthalmum australe Spreng.
- Eclipta scabriuscula Wall.
- Niebuhria biflora (L.) Britten
- Seruneum biflorum (L.) Kuntze
- Spilanthes peregrina Blanco
- Stemmodontia biflora (L.)
- Stemmodontia canescens (Gaudich.)
- Verbesina aquatilis Burm.
- Verbesina argentea Gaudich.
- Verbesina biflora L.
- Verbesina canescens Gaudich.
- Verbesina strigulosa Gaudich.
- Wedelia argentea (Gaudich.) Merr.
- Wedelia biflora (L.) DC.
- Wedelia canescens (Gaudich.) Merr.
- Wedelia chamissonis Less.
- Wedelia glabrata (DC.) Boerl.
- Wedelia rechingeriana Muschl.
- Wedelia strigulosa (Gaudich.) K.Schum.
- Wedelia tiliifolia Rechinger & Muschl.
- Wollastonia biflora  (L.) DC.[2],[3],[4]
- Wollastonia canescens DC.
- Wollastonia glabrata DC.
- Wollastonia insularis DC.
- Wollastonia scabriuscula DC. ex Decne.
- Wollastonia strigulosa (Gaudich.)
- Wollastonia zanzibarensis DC.

Melanthera biflora, le faux topinambour de rocaille, tournesol des plages ou marguerite du bord de mer, est une espèce de plantes à fleurs de la famille des Asteraceae de la région Indo-Pacifique.

## Distribution et habitat
C'est une plante modérément halophyte assez abondante dans la zone tropicale de la région Indo-Pacifique. On la trouve généralement dans les zones côtières et dans les îles. Elle pousse soit le long des côtes, près des plages et en bord de mangrove, soit sur des collines herbeuses et en lisières de forêts. 
Avec Portulaca oleracea, Ipomoea pes-caprae et Digitaria ciliaris, Melanthera biflora est une des premières espèces de plantes à coloniser les zones dégradées des régions tropicales.

## Description
Melanthera biflora est une plante pérenne. Les tiges peuvent atteindre 2 m avec une forte tendance arbustive, cherchant d'autres plantes ou des accidents du terrain comme support pour former des masses denses. Les feuilles sont pennées avec les marges plus ou moins serrées. Les fleurs d'un diamètre de 8-10 mm sont jaunes et petites. Les fruits forment une tète dense.

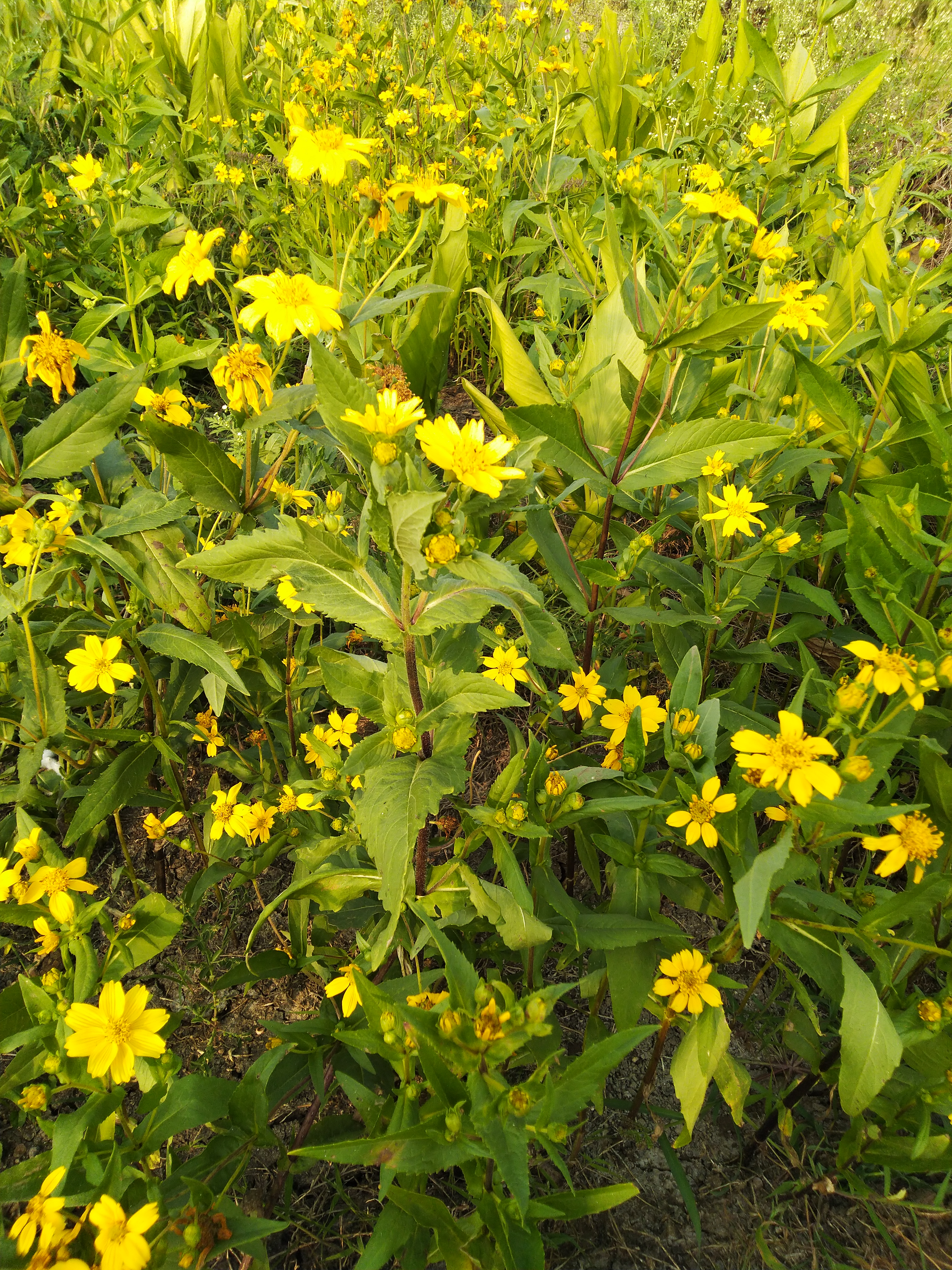
Faux topinambour de rocaille ou tournesol des plages ou marguerite du bord de mer, en Inde.

|  |  |

## Utilisations
Melanthera biflora est une plante importante dans l'herboristerie des cultures de l'Asie du Sud, l'Asie du Sud-Est et des îles du Pacifique,,. 
Les feuilles sont utilisées traditionnellement contre les maux du ventre, et a Fiji aussi contre l'acné.
Les racines sont un remède anthelminthique.